# Église Saint-Marcellin d'Arthémonay
L'église Saint-Marcellin est une église catholique située à Arthémonay, en France.

## Histoire

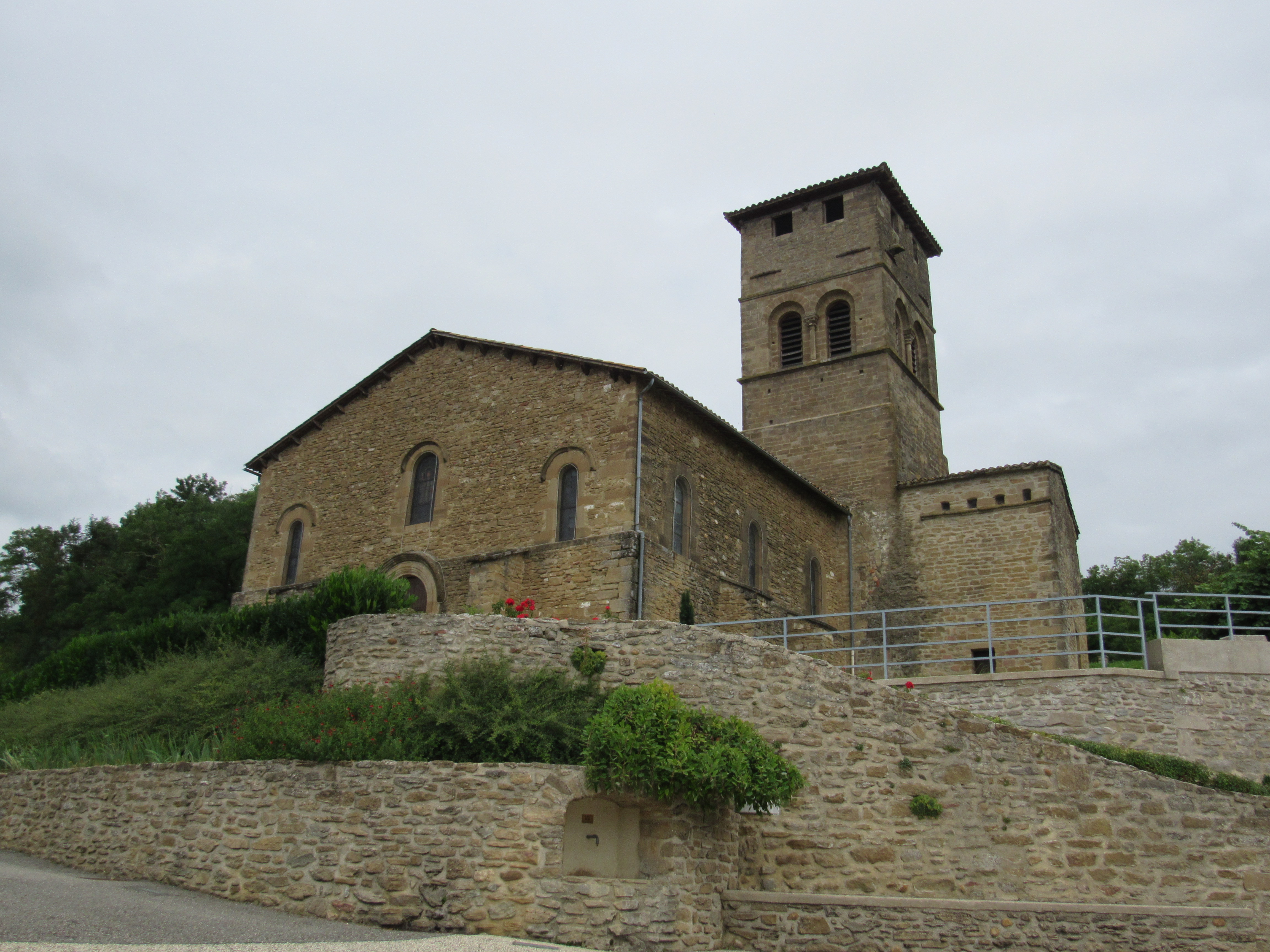
Autre vue de l'église Saint-Marcellin

L'église Saint-Marcellin d'Arthémonay, édifice religieux catholique de style roman, a été construite il y a plus de 900 ans et a été consacrée par le pape Calixte II. L'église a appartenu à l’évêché de Valence qui en a fait don aux Bénédictins de Montmajour en 1083, puis, en 1297, les chanoines de Saint-Antoine en ont récupéré l’administration. 
La nef est reconstruite durant le XIXe siècle afin d’accueillir davantage de fidèles dans l'édifice. L'abside du chevet, l'absidiole méridionale et le clocher monumentale sont les derniers témoignages de l'époque romane.
L'église a été évoquée par Jean-Jacques Rousseau, dans son ouvrage intitulé Confessions et publié après sa mort. Le 19 mars 2019, une messe anniversaire est organisée pour le 900e anniversaire de sa création.
L'édifice a été inscrit au titre des monuments historiques en 1926.

## Culte
L'église est rattachée à la paroisse Notre Dame des Collines de l’Herbasse, elle-même relevant du diocèse de Valence.

## Localisation
L'église est située dans le département français de la Drôme, sur le territoire de la commune d'Arthémonay, près du bourg central qu’elle domine.